# Torre Egger
Der Torre Egger ist ein 2880 m, nach anderen Quellen 2850 m oder 2685 m hoher Granitberg, der sich im Südlichen Patagonischen Eisfeld an der argentinisch-chilenischen Grenze befindet, etwa 50 km nördlich des bekannten Nationalparks Torres del Paine. Seinen Namen erhielt der Berg zum Gedenken an Toni Egger, der bei der versuchten Erstbegehung des Cerro Torre 1959 durch eine Lawine getötet wurde.

## Besteigungsgeschichte
Im Gegensatz zum Nachbarn Cerro Torre, der bereits über 300 Besteigungen aufweist, wurde der Torre Egger bisher nur sehr wenig begangen. Er gilt als einer der schwierigsten, wenn nicht sogar als der schwierigste Berg Patagoniens.
| Begehung   | Datum             | Seilschaft                                                           | Bemerkung |
| ---------- | ----------------- | -------------------------------------------------------------------- | --- |
| 1.         | 22. Feb. 1976     | Jim Donini, John Bragg, Jay Wilson                                   | – |
| 2.         | 7. Dez. 1986      | Janez Jeglic, Silvo Karo, Franc Knez                                 | Eröffnung der Route Psycho Vertical. |
| 3.         | 2.–5. Nov. 1987   | Maurizio Giarolli, Elio Orlandi                                      | Eröffnung der Route Titanic. |
| 4. oder 5. | 7. Dez. 1994      | Conrad Anker, Jay Smith, Steve Gerberding                            | Eröffnung der Route Badlands. |
| 6.         | 18. Feb. 2005     | Dean Potter, Steph Davis                                             | in wechselnder Führung in 23 Stunden über die Route Titanic; erste Begehung des Torre Egger an einem Tag; Steph Davis ist die erste Frau auf dem Gipfel des Torre Egger.                               |
| 7.         | 19. Feb. 2005     | Andi Schnarf, Thomas Huber                                           | Erstbegehung der Traverse Torre Standhardt–Punta Herron–Torre Egger. Andi Schnarf ist der erste Mensch, der alle vier Gipfel Cerro Torre, Torre Egger, Punta Herron und Cerro Standhardt begangen hat. |
| 5. oder 8. | Feb. 2005         | Roger Schäli, Michal Pitelka                                         | in 32 Stunden über die Route Titanic. |
| –          | 2007              | Rolando Garibotti, Hans Johnstone                                    | Traverse Torre Standhardt–Punta Herron–Torre Egger. |
| –          | Ende 2007         | Ermanno Salvaterra, Alessandro Beltrami, Mirko Masse, Fabio Salvodei | Traverse Torre Standhardt–Punta Herron–Torre Egger. |
| –          | 21.–24. Jan. 2008 | Rolando Garibotti, Colin Haley                                       | Erstbegehung der gesamten Torre-Traverse Torre Standhardt–Punta Herron–Torre Egger–Cerro Torre. |
| –          | 3. Aug. 2010      | Stephan Siegrist, Dani Arnold, Thomas Senf                           | 1. Winterbegehung. |
| –          | 26. Dez. 2011     | Bjorn-Eivind Aartun, Ole Lied                                        | Venas Azules in der Südwand, (6b+/A1 AI6, 950m), Sie erhielten dafür den Piolet d’Or 2012. |
| –          | 2015              | Marc-André Leclerc                                                   | 1. Solo-Winterbegehung. Über die Route Titanic. |